# Liste des intercommunalités de la Haute-Corse
Depuis le 1er janvier 2017, le département de la Haute-Corse est couvert par 12 établissements publics de coopération intercommunale : une communauté d'agglomération et 11 communautés de communes.Un pôle d'équilibre territorial et rural, le PETR du Pays de Balagne, précédemment syndicat mixte, regroupe à la même date 
les 2 communautés de communes d'Île-Rousse - Balagne et Calvi Balagne.
|  | Composition au 1er janvier 2017 : - Communauté de communes du Cap Corse - Communauté d'agglomération de Bastia - Communauté de communes Nebbiu - Conca d'Oro - Communauté de communes de l'Île-Rousse - Balagne - Communauté de communes de Marana-Golo - Communauté de communes de Calvi Balagne - Communauté de communes Pasquale Paoli - Communauté de communes de la Castagniccia-Casinca - Communauté de communes de la Costa Verde - Communauté de communes du Centre Corse - Communauté de communes de l'Oriente - Communauté de communes de Fium'orbu Castellu |

## Intercommunalités à fiscalité propre
| Forme juridique            | Nom                           | no SIREN  | Date de création | Nombre de communes | Population (der. pop. légale) | Superficie (km2) | Densité (hab./km2) | Siège        | Président              | Type de fiscalité |
| -------------------------- | ----------------------------- | --------- | ---------------- | ------------------ | ----------------------------- | ---------------- | ------------------ | ------------ | ---------------------- | ----------------- |
| Communauté d'agglomération | CA de Bastia                  | 242000354 | 6 janvier 1966   | 5                  | 62 933 (2021)                 | 68,10            | 924                | Bastia       | Louis Pozzo di Borgo   | FPU               |
| Communauté de communes     | CC de Calvi Balagne           | 242020105 | 17 décembre 2002 | 14                 | 12 667 (2021)                 | 561,70           | 23                 | Calvi        | François Marchetti     | FPU               |
| Communauté de communes     | CC du Cap Corse               | 200042943 | 1er janvier 2014 | 18                 | 6 628 (2021)                  | 305,70           | 22                 | Brando       | Patrick Sanguinetti    | FA                |
| Communauté de communes     | CC de la Castagniccia-Casinca | 200073252 | 1er janvier 2017 | 42                 | 12 875 (2021)                 | 233,0            | 55                 | Vescovato    | Antoine Poli           | FA                |
| Communauté de communes     | CC du Centre Corse            | 242020071 | 9 décembre 1994  | 10                 | 9 951 (2021)                  | 362,0            | 28                 | Corte        | Antoine Orsini         | FA                |
| Communauté de communes     | CC de la Costa Verde          | 200034205 | 1er janvier 2013 | 23                 | 10 831 (2021)                 | 185,20           | 59                 | San-Nicolao  | Marc-Antoine Nicolaï   | FA                |
| Communauté de communes     | CC de Fium'orbu Castellu      | 200033827 | 1er janvier 2013 | 13                 | 13 227 (2021)                 | 635,80           | 21                 | Ghisonaccia  | Francis Giudici        | FA                |
| Communauté de communes     | CC de l'Île-Rousse - Balagne  | 200073104 | 1er janvier 2017 | 22                 | 10 873 (2021)                 | 389,60           | 28                 | L'Île-Rousse | Lionel Mortini         | FPU               |
| Communauté de communes     | CC de Marana-Golo             | 200036499 | 1er janvier 2013 | 10                 | 24 812 (2021)                 | 167,0            | 149                | Lucciana     | Jean Dominici          | FA                |
| Communauté de communes     | CC Nebbiu - Conca d'Oro       | 200073120 | 1er janvier 2017 | 15                 | 7 679 (2021)                  | 387,20           | 20                 | Oletta       | Claudy Olmeta          | FA                |
| Communauté de communes     | CC de l'Oriente               | 200015162 | 16 avril 2008    | 22                 | 6 073 (2021)                  | 465,80           | 13                 | Aléria       | Jean-Claude Franceschi | FA                |
| Communauté de communes     | CC Pasquale Paoli             | 200073138 | 1er janvier 2017 | 42                 | 6 106 (2021)                  | 904,50           | 7                  | Omessa       | François Sargentini    | FA                |

## Historique

### Évolutions au1erjanvier 2017
La Haute-Corse passe de 16 à 12 EPCI à fiscalité propre ayant leur siège dans le département. Le schéma départemental de coopération intercommunale arrêté le 31 mars 2016 avait prévu une réduction à 11 EPCI. La CDCI de novembre 2016 a finalement décidé des évolutions suivantes :
- Extension de la communauté de communes de Fium'orbu Castellu à la commune de Solaro (issue de la communauté de communes de la Côte des Nacres).
- Création de la communauté de communes de la Castagniccia-Casinca par fusion de la communauté de communes d'Orezza-Ampugnani et de la communauté de communes de la Casinca, étendue aux communes de Campile, Crocicchia, Ortiporio, Penta-Acquatella, Prunelli-di-Casacconi et Volpajola (issues de la communauté de communes du Casaccóni È Gólu Suttanu).
- Création de la communauté de communes de l'Île-Rousse - Balagne par fusion de la communauté de communes du Bassin de vie de l'Île-Rousse et de la communauté de communes di E Cinque Pieve di Balagna.
- Création de la communauté de communes Nebbiu - Conca d'Oro par fusion de la communauté de communes de la Conca d'Oro et de la communauté de communes du Nebbiu.
- Création de la communauté de communes Pasquale Paoli par fusion de la communauté de communes Aghja Nova, de la communauté de communes di E tre pieve : Boziu, Mercoriu e Rogna, de la communauté de communes du Niolu et de la communauté de communes de la Vallée du Golo, étendue à la commune de Bisinchi (issue de la communauté de communes du Casaccóni È Gólu Suttanu).